# واسیلی فدین
واسیلی فدین (انگلیسی: Vasily Fedin; ۱۸ ژوئن ۱۹۲۶ – ۶ فوریهٔ ۲۰۰۵) دوچرخه‌سوار اهل اتحاد جماهیر سوسیالیستی شوروی بود.